# Purpurastrild
Der Purpurastrild (Pyrenestes ostrinus), auch Purpurweber oder Schwarzbauch-Purpurweber genannt, ist eine Art aus der Familie der Prachtfinken. Es werden keine Unterarten für diese Art beschrieben, obwohl sich die einzelnen Populationen des Purpurastrilds erheblich in ihrer Schnabelgröße unterscheiden. Experimentelle Kreuzungsversuche haben jedoch gezeigt, dass der Polymorphismus in der Schnabelgestalt auf einem einzigen Genlocus liegt und das Allel für Großschnäbeligkeit dominant vererbt wird. Groß- und kleinschnäbelige Morphen leben mosaikartig nebeneinander, so dass sie taxonomisch nicht als Unterarten unterschieden werden können. Von einigen Autoren werden jedoch der Karmesinastrild und der Kleine Purpurastrild als Unterart des Purpurastrilds beschrieben.

## Beschreibung
Der Purpurastrild erreicht eine Körperlänge von zwölf bis vierzehn Zentimeter. Die Männchen sind an Kopf, Hals, Brust und Oberschwanzdecken scharlachrot. Das restliche Gefieder ist schwarz, an einzelnen Körperstellen etwas rot überhaucht.
Beim Weibchen sind Stirn, Scheitel und Kopfseiten bis zu den Ohrdecken sowie die Kehle und die Oberschwanzdecken rot. Das übrige Federkleid ist erdbraun, wobei einzelne Individuen an der oberen Brust häufig rote Federspitzen aufweisen und auch an den Körperseiten gelegentlich etwas Rot zeigen.

## Verbreitung und Lebensweise
Das Verbreitungsgebiet des Purpurastrilds ist West- und Zentralafrika. Er besiedelt Gras und Buschwerk dicht überwachsener Lichtungen und präferiert dabei sumpfige Stellen. In der Savanne besiedelt er Sümpfe, die mit Seggen bewachsen und mit dichtem Buschwerk umgeben sind. Er kommt außerdem in Waldresten sowie in Galeriewäldern vor. Er besiedelt auch Kulturland aller Art und kommt in der Baumheide bis in Höhenlagen von 2.000 Höhenmetern vor.
In Abhängigkeit von der Schnabelgröße fressen Purpurastrilde unterschiedliche Samen. Großschnäbelige Arten fressen vor allem harte Samen von Seggenarten. Kleinschnäbelige Formen fressen weichere Schalen und Grassamen. Unabhängig von der Schnabelgröße werden Beeren und Laub gefressen.
Das Gelege besteht aus drei bis fünf Eiern, die von beiden Geschlechtern bebrütet werden. Dabei brüten die Weibchen vorwiegend nachts und die Männchen tagsüber. Die Brutverluste sind sehr hoch. Von 60 beobachteten Nestern in Kamerun betrug die Ausflugrate der Jungvögel nur 15 Prozent. Verluste waren vor allem auf Prädation zurückzuführen. Zu den Prädatoren zählen Spornkuckucke, Schlangen und Treiberameisen.

## Haltung
Purpurastrilde wurden 1935 erstmals vom Londoner Zoo gezeigt. 1971 wurden sie in größerer Anzahl von einer Kölner Vogelhandlung aus Liberia importiert, allerdings zählen Purpurastrilde nach wie vor zu den Seltenheiten im Handel. Sie werden nur gelegentlich und dann in sehr geringer Individuenzahl importiert. Die Nachzucht ist bislang nur wenige Male gelungen. Die Welterstzucht gelang vermutlich 1986 im Riverbanks Zoo in South Carolina. Ähnlich wie die Karmesinastrilde neigen Purpurastrilde zu einem starken Wachstum der Krallen. Volieren die vertikale Strukturen durch Schilf, Bambus- und Papyrusstauden aufweisen, helfen, die natürliche Abnutzung der Krallen zu fördern.

## Belege

### Einzelbelege
1. ↑  Nicolai et al., S. 107 und S. 108
2. ↑  Nicolai et al., S. 109
3. ↑  Nicolai et al., S. 111

### Weblink
- Pyrenestes ostrinus in der Roten Liste gefährdeter Arten der IUCN 2013.2. Eingestellt von: BirdLife International, 2012. Abgerufen am 5. Februar  2014.